# Impatiens apiculata
Impatiens apiculata är en balsaminväxtart som beskrevs av De Wild. Impatiens apiculata ingår i släktet balsaminer, och familjen balsaminväxter. Inga underarter finns listade i Catalogue of Life.